# Криольо (порода коров)
Криольо (англ. Argentine Criollo cattle) ― порода крупного рогатого скота, принадлежащая к группе пород-креолов, распространённых в Северной и Южной Америке. Порода ведёт своё начало от привезённых Христофором Колумбом в 1493 году коров из Андалусии.
Криольо известны своей покорностью и работоспособностью. Как и у других пород-креолов, среди аргентинских криольо встречаются все окраски домашних быков. Порода хорошо адаптирована к окружающей среде благодаря естественному отбору, происходившего в течение последних 500 лет, поэтому криольо рекомендуется скрещивать с европейскими породами быков, чтобы обеспечить высокий уровень жизнеспособности у новых особей. В 1990 году была создана официальная ассоциация по разведению породы «Asociación Argentina de Criadores de Ganado Bovino Criollo». Владельцы, желающие зарегистрировать свой скот в ассоциации, должны пройти тестирование и экспертизу на чистоту происхождения породы, прежде чем быков или коров можно будет считать чистокровными аргентинскими криольо
.